# Sportovní hala Sareza
Sportovní hala Sareza – hala widowiskowo-sportowa w Ostrawie, w Czechach. Obiekt może pomieścić 950 widzów, z czego 650 miejsc jest siedzących. Jednym z użytkowników hali jest klub siatkarski VK Ostrava.